# Extatosoma

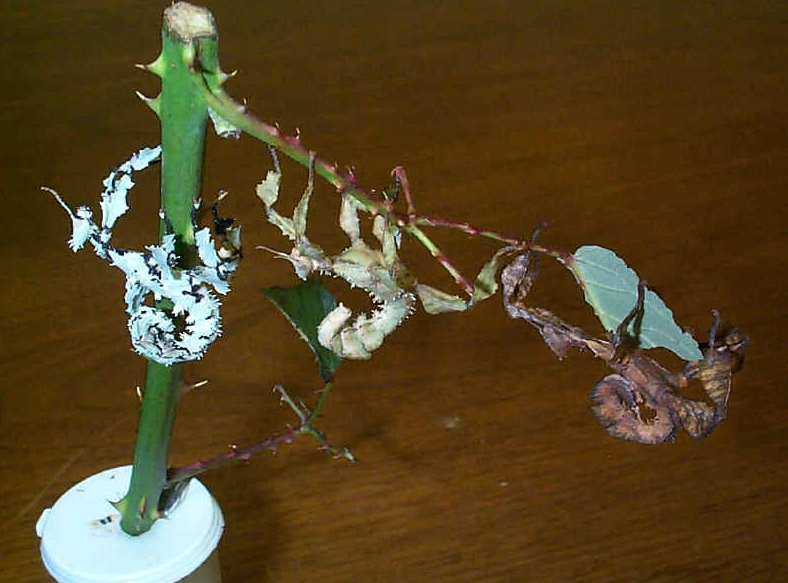
Links die Flechtenform von Extatosoma popa (ehemals Extatosoma popa carlbergi), daneben Extatosoma tiaratum

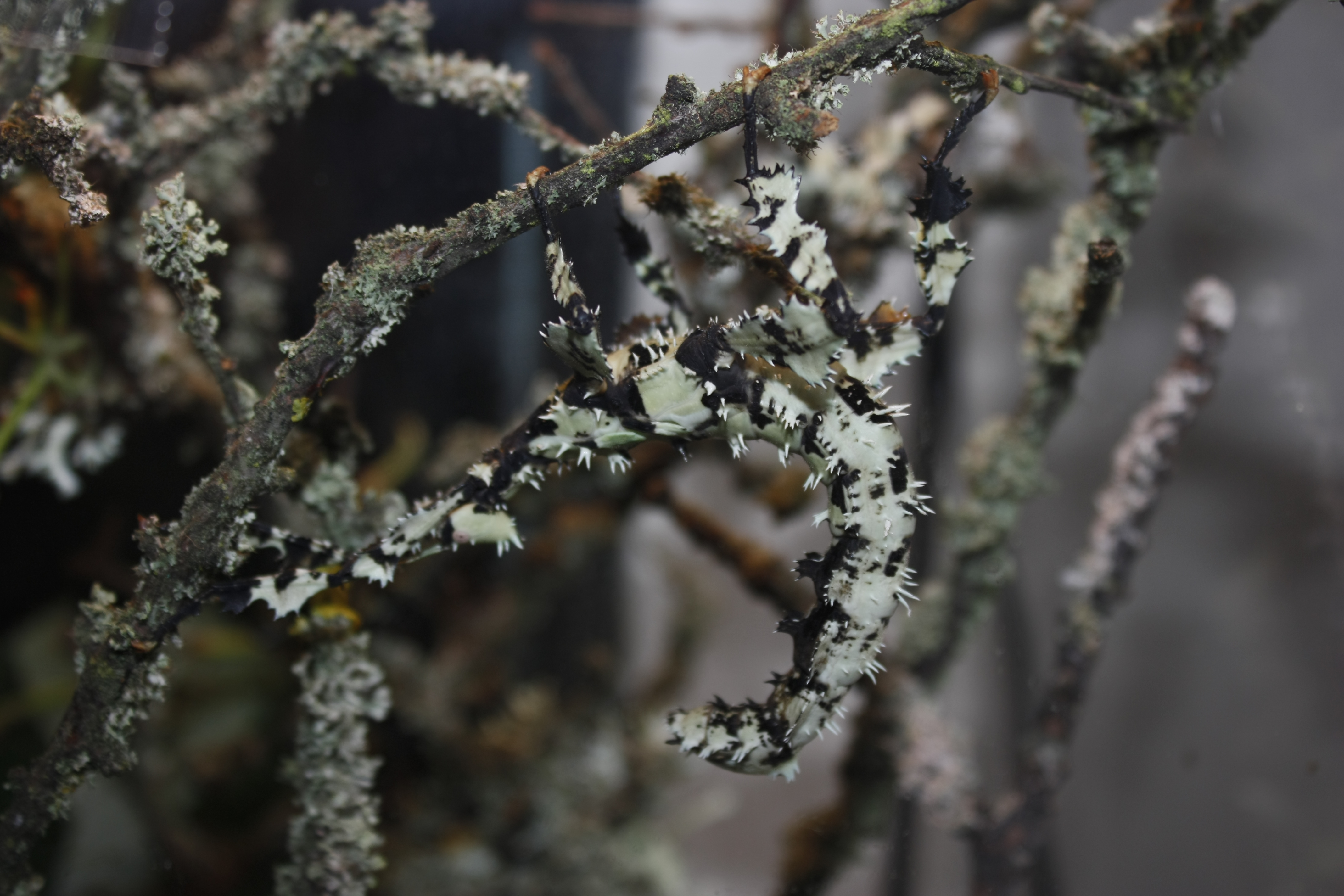
Flechtenform von Extatosoma tiaratum

Extatosoma ist eine Gattung aus der Ordnung der Gespenstschrecken (Phasmatodea). Sie ist die einzige Gattung der Unterfamilie Extatosomatinae und deren Tribus Extatosomatini.

## Systematik
Durch die 2008 von Frank H. Hennemann und Oskar V. Conle durchgeführte Revision der orientalischen Phasmatodea wird der Gattung Extatosoma innerhalb der Familie Phasmatidae eine eigene Unterfamilie (Extatosomatinae) mit einer Tribus (Extatosomatini) zugestanden. Nachdem sehr lange von bis zu sechs verschiedenen Arten ausgegangen wurde, unterschied man später nur noch zwei Arten mit jeweils zwei Unterarten. Seit 2010 sind nur noch die beiden als Nominatformen betrachteten Unterarten gültig. Alle anderen Namen gelten als Synonyme und beschreiben nur lokale Varianten oder durch Umwelteinflüsse entstandene Morphen.
- Extatosoma tiaratum (MacLeay, 1827)
(Syn. = Extatosoma hopii Gray, G.R., 1833)
(Syn. = Extatosoma bufonium Westwood, 1874)
(Syn. = Extatosoma elongatum Froggatt, 1922)
- Extatosoma popa Stål, 1875
(Syn. = Extatosoma carlbergi Beccaloni, 1993)

## Merkmale
Beide Vertreter der Gattung sehen sich sehr ähnlich und werden im weiblichen Geschlecht 100 bis 160 mm, im männlichen 75 bis 115 mm lang, wobei die  Australische Gespenstschrecke (Extatosoma tiaratum) durchschnittlich etwas kleiner bleibt. Die plumpen Weibchen haben einen sich konisch nach hinten erweiternden Mesothorax. Der Metathorax und das bei eierlegenden Tieren stark verdickte Abdomen sind im Querschnitt zylindrisch. Die Abdominalsegmente fünf bis sieben sind seitlich durch blattartige Lappen (Loben) erweitert, die bei den Weibchen größer sind als bei den Männchen. Bei den Weibchen finden sich auf der Oberseite des Abdomens dünne Stacheln, die bei den heranwachsenden weiblichen Nymphen schon nach der zweiten Häutung zu erkennen sind und somit eine Unterscheidung der Geschlechter ermöglichen. Die Vorderflügel sind in beiden Geschlechtern als nur etwa 1,5 cm lange Tegmina ausgebildet. Bei den Weibchen sind die Hinterflügel (Alae) fast vollständig reduziert. Dagegen sind diese bei den Männchen voll entwickelt und bedecken das Abdomen fast vollständig. Ihr vorderer Bereich, das stärker sklerotisierte Costalfeld, wird in Ruhe schützend über den hinteren Bereich, das Analfeld, gelegt. Das Analfeld ist braun bis schwarzbraun gescheckt. Die Gliedmaßen beider Geschlechter sind blattartig verbreitert und am Rand bedornt. Der Kopf verjüngt sich konisch zur Stirn und trägt eine artspezifische Dornenkrone. Männchen haben auf der Stirn drei Einzelaugen (Ocellen).
Die in der Vergangenheit als Nominatform betrachteten Varianten beider Arten sind meist fast einfarbig. Das Farbspektrum reicht dabei von beige über grüngelb, gelbbraun und rotbraun bis fast dunkelbraun. Die Weibchen sind in der Regel etwas heller als die Männchen. Mit zunehmendem Alter werden die Farben etwas dunkler. Durch diese Färbung und eine entsprechende Körperhaltung imitieren sie welkes Laub nahezu perfekt (Phytomimese). Die Weibchen der jeweils anderen Varianten sind bei beiden Arten wesentlich lebhafter gezeichnet und werden durch ein Fleckenmuster aus eher grünen, schwarzen und weißen Flecken charakterisiert, wodurch sie Flechten oder Moosen ähneln. Nach der Art der Phytomimese werden die einfarbigen Varianten auch als Blattnachahmer oder Blattform, die lebhafter gezeichneten Varianten dagegen als Flechtenformen bezeichnet.

## Vorkommen und Lebensweise
Extatosoma tiaratum ist heute nur noch in den Tropen und Subtropen von Australien zu finden. Eine für die Flechtenform von Extatosoma tiaratum (früher Extatosoma tiaratum bufonium oder Extatosoma bufonium) von der Lord-Howe-Insel dokumentierte Population ist erloschen. Extatosoma popa ist in Neuguinea heimisch. Flechtenformen sind meist in höheren, weil feuchteren Lagen zu finden.
Beide Arten sind polyphage Pflanzenfresser. Zur Nahrungsaufnahme bewegen sich die Tiere vorzugsweise nachts in einem die Windbewegung imitierenden Schaukelschritt langsam über die Nahrungspflanzen. Lediglich die flugfähigen Männchen suchen aktiv, z. T. fliegend nach geschlechtsreifen Weibchen, wobei sie sich an deren Pheromonen orientieren. Nymphen und Weibchen tragen das Abdomen meist skorpionsartig über den Kopf gebogen, was in erster Linie die Tarnung verbessert, aber auch der Abwehr dient, insbesondere wenn es von klickenden Geräuschen begleitet wird.
Außerdem besitzen sie wie die meisten Gespenstschrecken die Fähigkeit, Extremitäten an vorgesehenen Sollbruchstellen zwischen Schenkel (Femur) und Schenkelring (Trochanter) abzuwerfen (Autotomie) und diese bei der nächsten Larvalhäutung teilweise wieder zu ersetzen (Regeneration). Daneben werden verschiedene andere Abwehrmechanismen genutzt. So schaukeln die Tiere etwa auch bei Wind oder wenn sich in der Umgebung etwas bewegt, um welkes Laub im Wind zu imitieren. Weiterhin wird ein als modrig bis toffeeartig riechendes Sekret aus den Wehrdrüsen des Prothorax gesprüht. Imagines und ältere Nymphen schlagen außerdem mit den nach oben gestreckten Hinterbeinen auf Angreifer ein, um diese zwischen Schenkel und Schiene (Tibia) einzuklemmen und mittels der an den Beinrändern befindlichen Dornen zu verletzen bzw. zu erschrecken und verjagen.

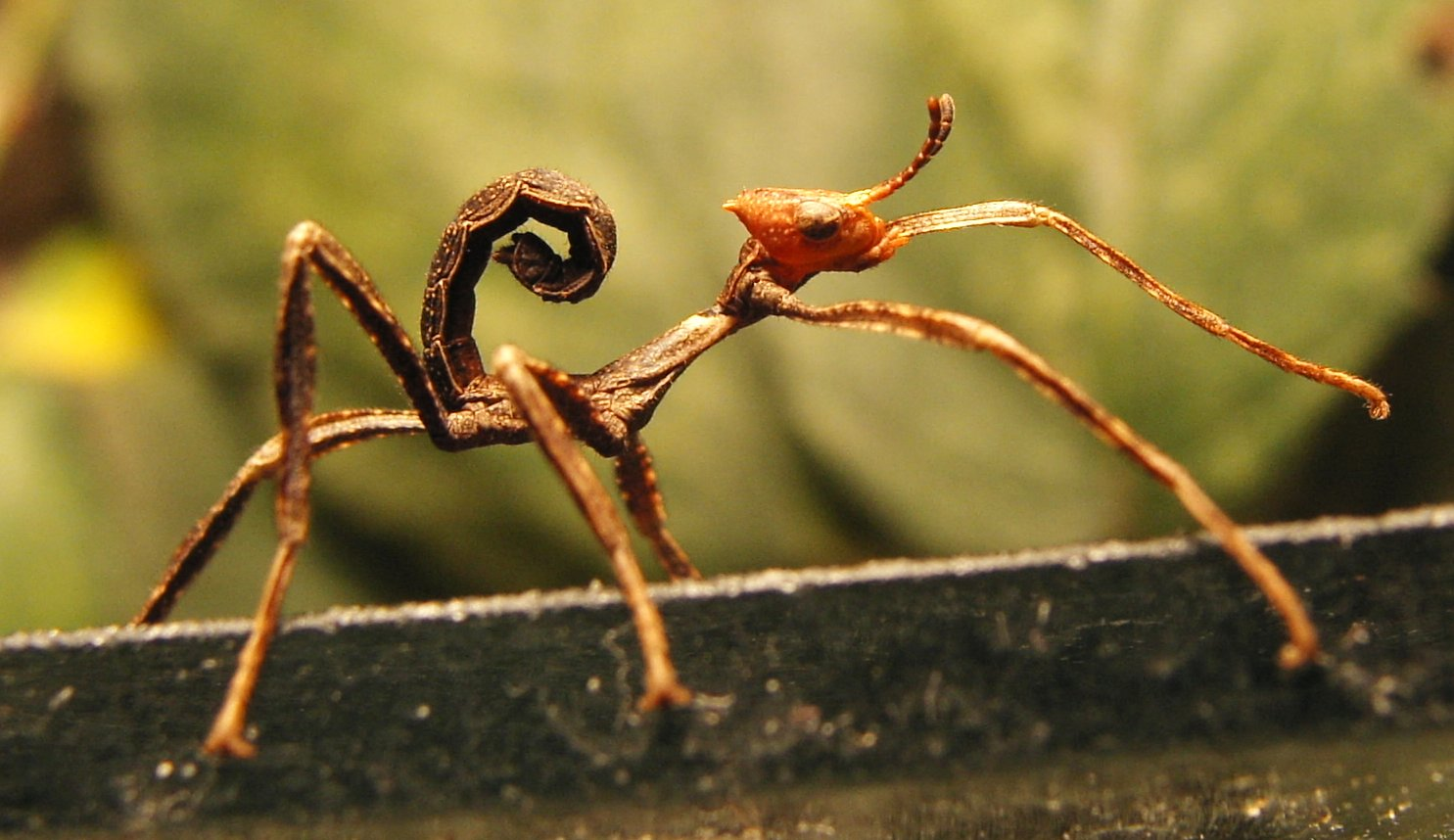
Frisch geschlüpfte Nymphe der Australischen Gespenstschrecke (Extatosoma tiaratum)

Neben der geschlechtlichen Fortpflanzung sind die Extatosoma-Arten auch zur Parthenogenese fähig. Die zwischen 3,8 und 5,2 mm langen und 2,8 bis 4,8 mm breiten, glänzenden Eier sind von gelblicher Grundfarbe und schwarzbraun marmoriert. Während die Mikropylarplatte von Extatosoma tiaratum auf Höhe der Mikropyle lediglich verbreitert ist, gehen hier bei Extatosoma popa zwei seitliche Äste ab, so dass die Mikropylarplatte ein Kreuz bildet. Die 400 bis 1000 Eier werden von den Weibchen durch eine schnelle Bewegung des Hinterleibs weggeschleudert. Die Capitula auf den Deckeln der Eier haben die gleiche Funktion wie die Elaiosomen der Samen myrmekochorer Pflanzen. Allerdings variieren sie zwischen den Populationen sehr stark, genau wie die Eier selbst. Die Feuerameisen der Gattung Leptomyrmex sammeln die Eier angelockt durch die Capitula ein und bringen sie in die Speicherkammern des Ameisennestes. Sehr wahrscheinlich wird hier das Capitulum der Eier verzehrt. Durch das Klima in den Bauten können sich die Nymphen sehr gut und vor allem geschützt entwickeln und schlüpfen dort aus. In den ersten zwei bis drei Tagen sind sie in Verhalten, Körperumriss und Farbe den Feuerameisen sehr ähnlich, so dass sie unversehrt den Ameisenbau verlassen können. Die Entwicklungsdauer der Embryonen in den Eiern beträgt etwa fünf bis neun Monate, in Ausnahmefällen auch bis zu 19 Monate. Schlüpfende Extatosoma tiaratum haben einen dunkelbraune, fast schwarzen Körper, ein weißes Halsband und einen leuchtend orangeroten Kopf. Aus dem Süden von Queensland ist eine Lokalform bekannt, die sich sowohl durch die Eier, als auch durch die Schlüpflinge von diesen unterscheidet. Diese sind sehr hell, haben einen roten Kopf und eine orange Brust (Thorax). Damit ähneln sie den Schlüpflingen der ursprünglich als Extatosoma bufonium bekannt gewordenen Tiere. Diese haben ebenfalls eine hellere, eher rote Brust (Thorax). Schlüpfende Extatosoma popa sind komplett schwarz. Bis sich die männlichen Nymphen nach fünf und die weiblichen nach sechs Häutungen zu Imagines entwickelt haben, vergehen etwa vier bis sechs Monate. Ausgewachsene Männchen erreichen ein Lebensalter von drei bis fünf Monaten. Weibchen leben meist mehr als sechs Monate, aber selten bis zu einem Jahr.

## Terrarienhaltung
Die Australische Gespenstschrecke (Extatosoma tiaratum) ist eine der am längsten in Zucht befindlichen und nach wie vor bekanntesten Gespenstschrecken überhaupt. Sie gilt als leicht zu züchten und ist u. a. mit Brombeer-, Himbeer-, Johannisbeer-, Rosen-, Eichen-, Buchen-, Rotdorn-, oder Weißdornblättern zu ernähren. Die Phasmid Study Group führt sie unter der PSG-Nummer 9. Extatosoma popa ist wesentlich seltener oder gar nicht mehr in Zucht. Sie wird unter PSG-Nummer 21 geführt.

## Bilder

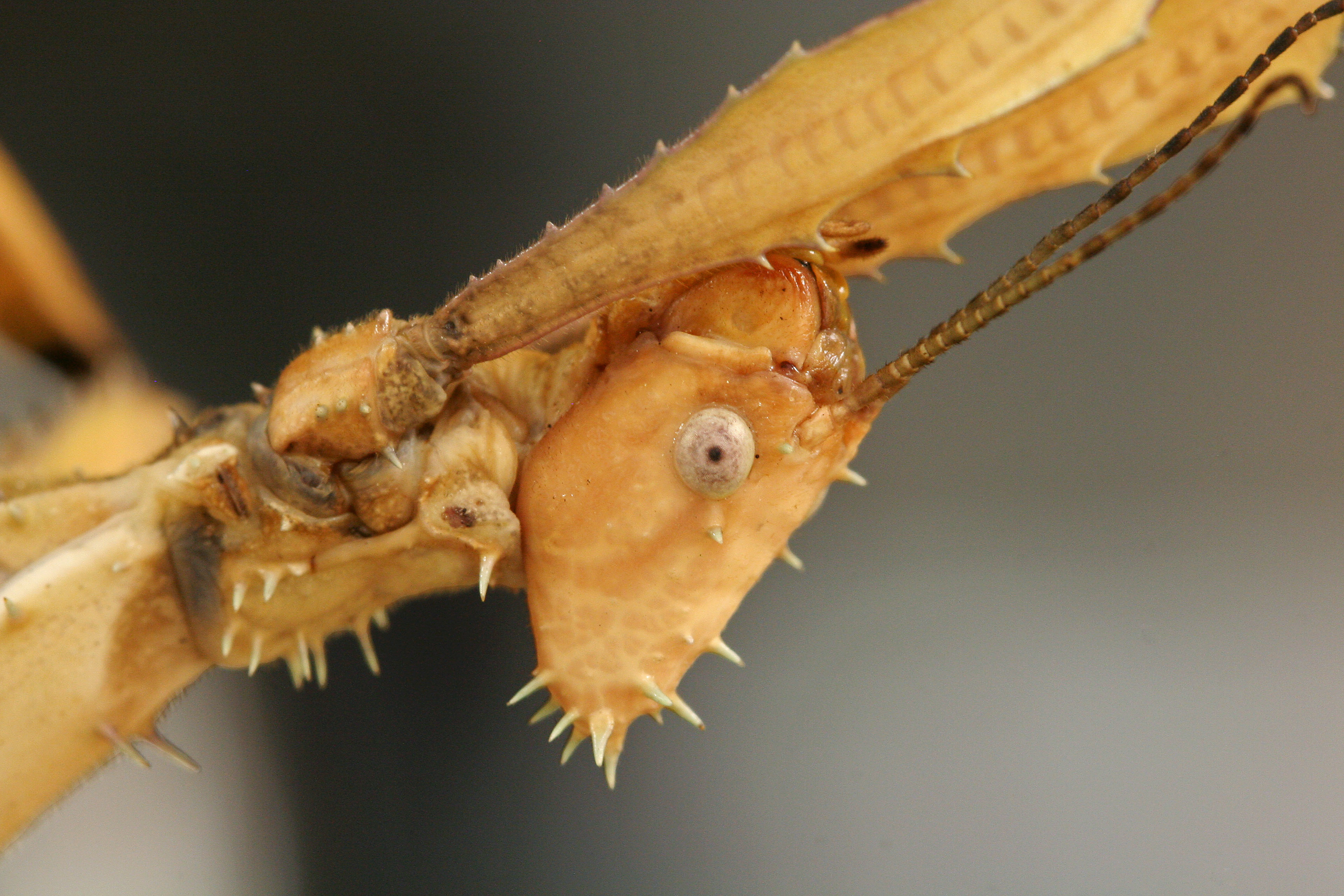
Porträt eines Weibchens der Australischen Gespenstschrecke (Extatosoma tiaratum)
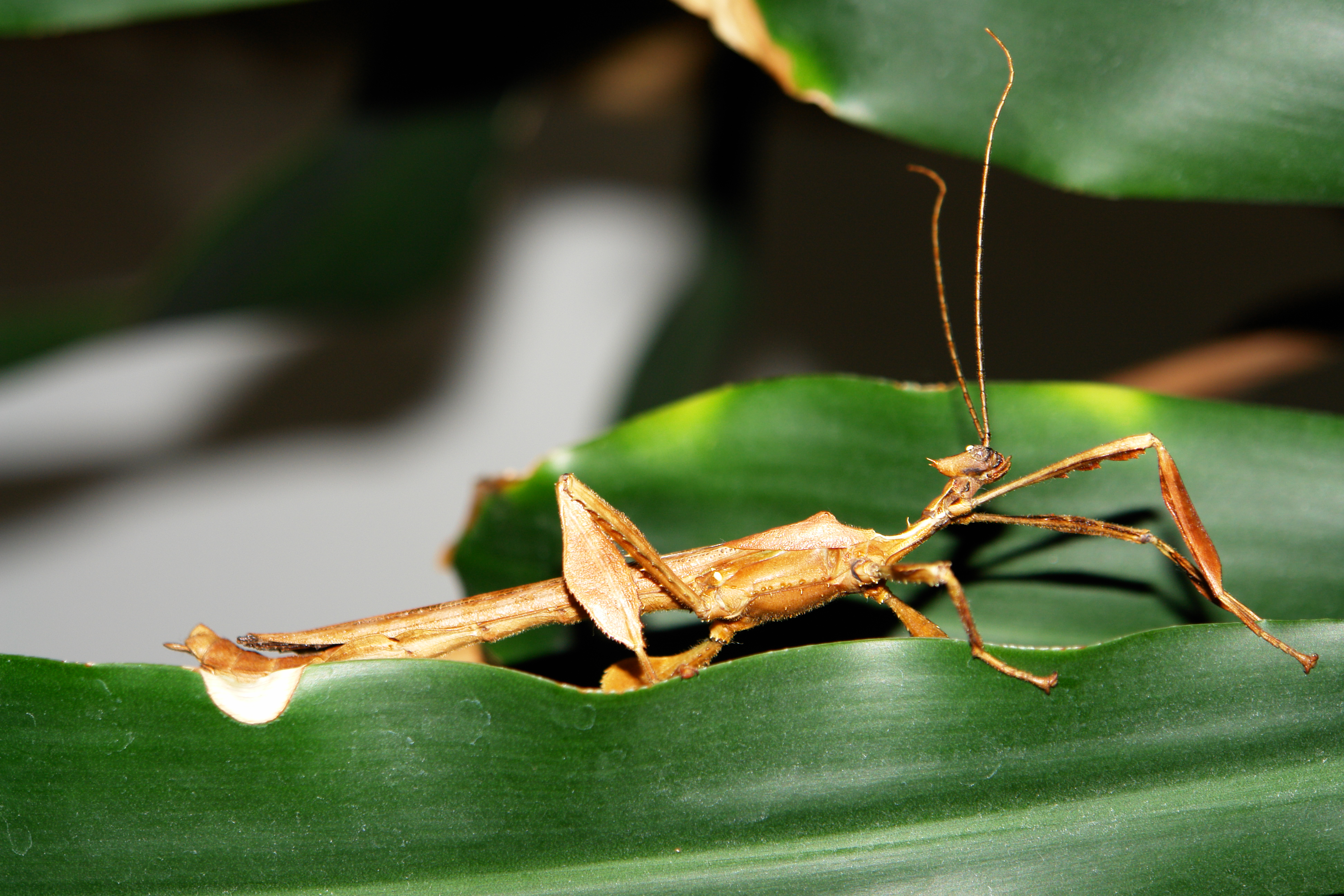
Männchen der Australischen Gespenstschrecke (Extatosoma tiaratum)
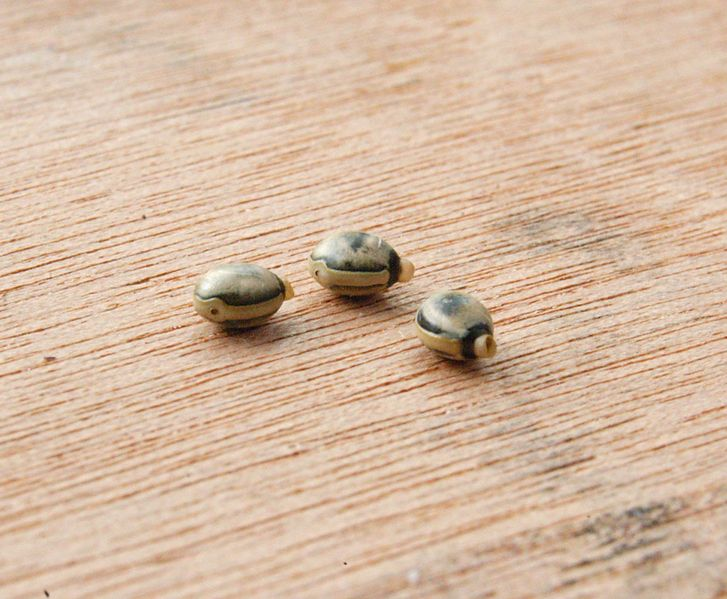
Eier der Australischen Gespenstschrecke (Extatosoma tiaratum)
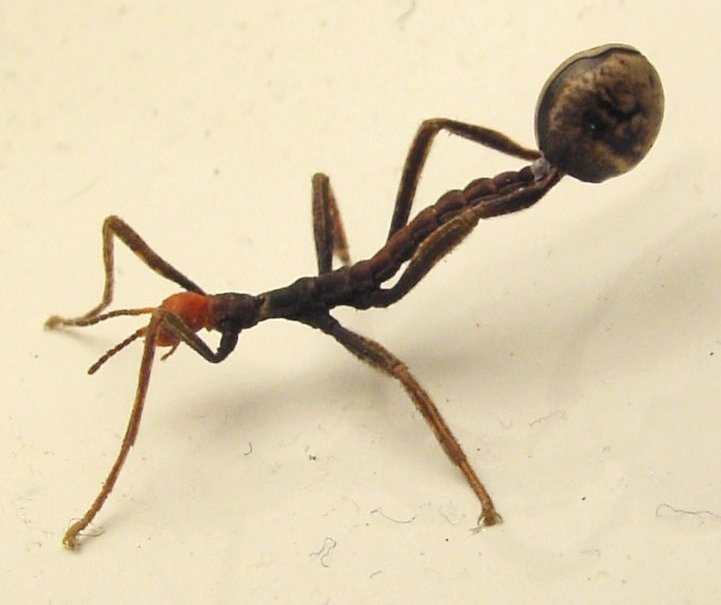
schlüpfende Australische Gespenstschrecke (Extatosoma tiaratum) mit Ei